# Malpartida de Cáceres
Malpartida de Cáceres es un municipio español de la provincia de Cáceres, Extremadura. Perteneciente a la Mancomunidad Tajo-Salor, el pueblo está ubicado en la penillanura cacereña entre las elevaciones de Cáceres y la sierra de San Pedro. Actualmente tiene 4030 habitantes, siendo el tercer municipio más poblado de su mancomunidad.
Está declarado Pueblo Europeo de las Cigüeñas y en él se han hallado algunos restos arqueológicos importantes. Perteneció a la Tierra de Cáceres hasta 1833 y actualmente la importancia del municipio se basa en la proximidad del pueblo a la ciudad de Cáceres. El municipio es conocido por el espacio natural de Los Barruecos y por el Museo Vostell Malpartida.

## Toponimia
La nominación de la aldea continúa siendo un problema no resuelto. La tradición supone que en el pueblo existían tres casas pertenecientes a otros tantos hermanos, y que en razón de la enemistad habida entre ellos se repartieron la herencia de tierras dejándolas muy “MAL-PARTIDAS”, de aquí surgiría el nombre.
Otra hipótesis es la derivada de los estudios de Floriano Cumbreño sobre la toponimia de la zona. Según este autor, la locución pora val travieso significaba “a través de los valles” y se convirtió en un topónimo que designaba diferentes lugares del término, uno de ellos por corrupción fonética derivó en maltravieso. Siguiendo un ejemplo semejante Malpartida derivaría de VAL-PARTIDA, es decir valle partido denominación que alude a la topografía del lugar.

## Geografía
Ocupa 33,73 km², tiene una altitud de 371 metros sobre el nivel del Mediterráneo.
Se sitúa a 11 km al oeste de Cáceres y a 8,5 de Arroyo de la Luz. Se puede acceder por la N-521 en dirección a Portugal o cogiendo el desvío de la A-66 o de la E-803. Linda con la capital provincial por los extremos este, sur y oeste, y con Arroyo de la Luz y Casar de Cáceres por los ángulos noroccidental y nororiental respectivamente.

### Naturaleza

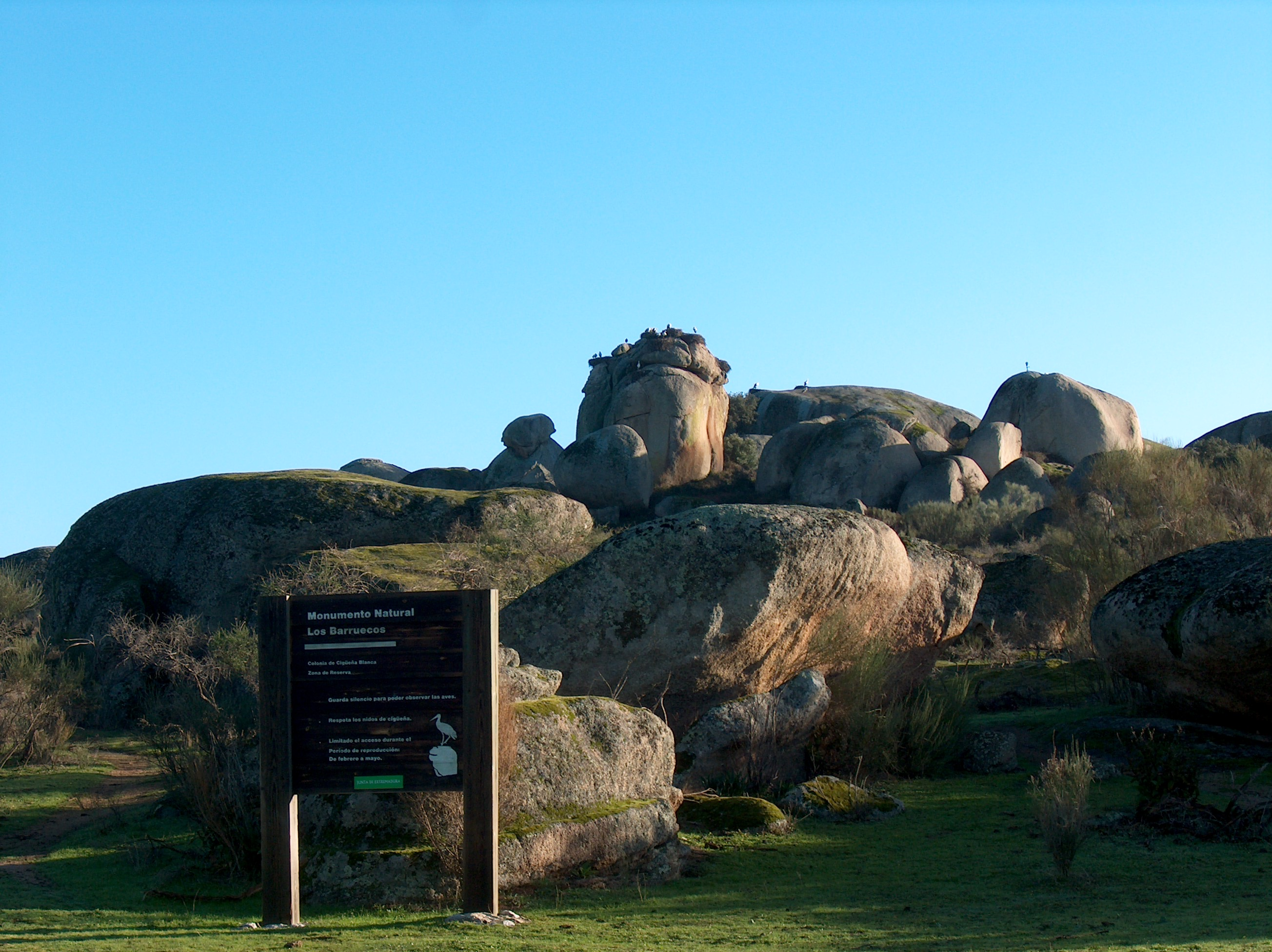
Peñas del Barrueco de Abajo

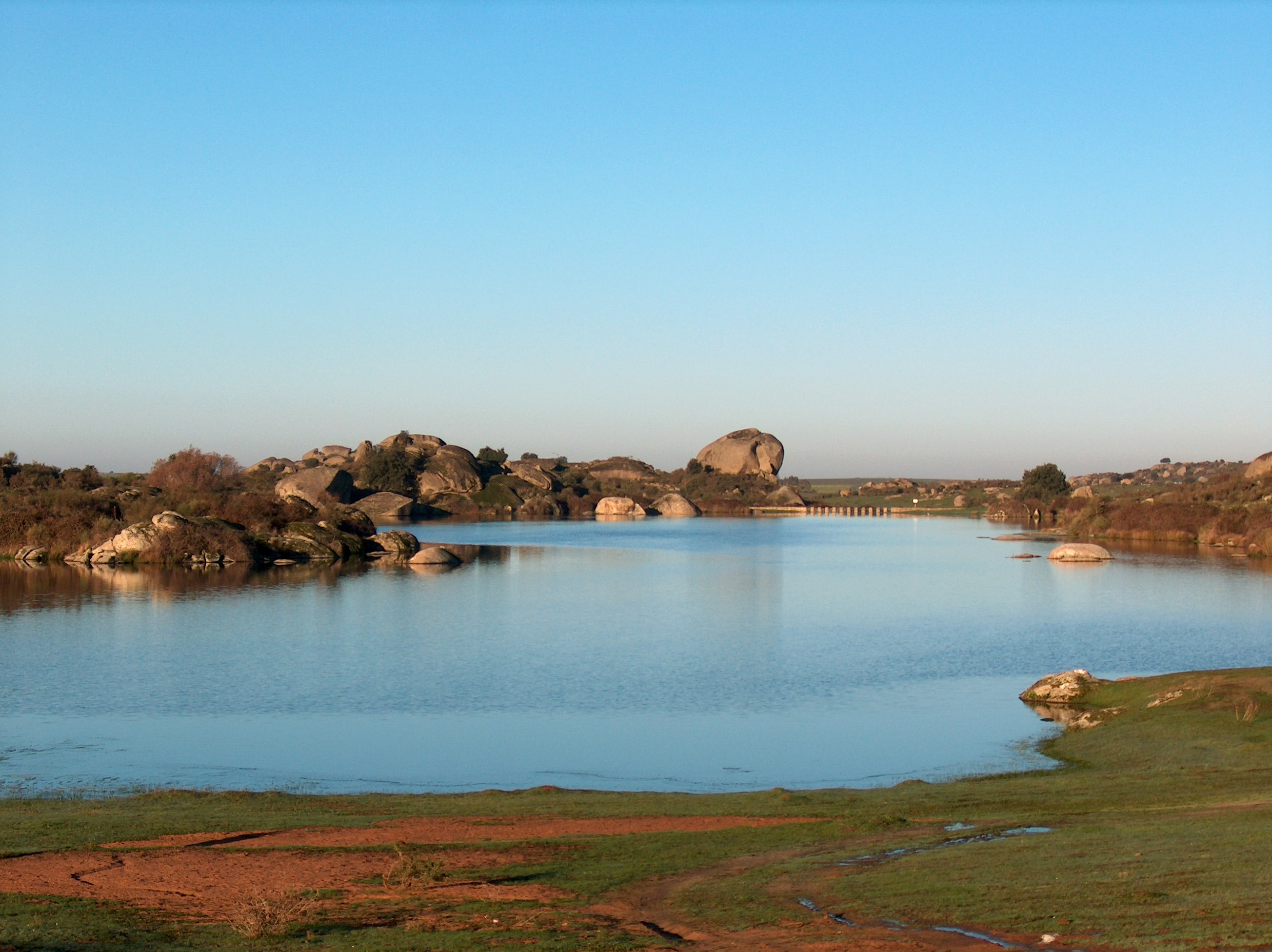
Barrueco de Arriba

En este apartado hay que destacar el monumento natural de Los Barruecos: un espacio protegido de unas 319 ha caracterizado por la combinación de rocas y agua. El enclave más característico y representativo de Malpartida se encuentra en Los Barruecos, Espacio Protegido declarado monumento natural por la Junta de Extremadura en 1996.
Se componen de un conjunto de embalses, conectados entre sí y rodeados por un inmenso afloramiento granítico que crean un espectacular paisaje. Estas formaciones rocosas han sido erosionadas a lo largo del tiempo, dando como resultado figuras caprichosas que recuerdan a animales, objetos e incluso personas (Peña de la Seta, del Tiburón, de la Mujer...), en las que se resume un completo catálogo de las formas de modelado sobre granito, lo que concede a este conjunto un alto valor científico.
Los hombres también encontraron este hábitat ideal para su asentamiento, así lo atestiguan los restos de utensilios del Paleolítico, el poblado Calcolítico, al que rodean numerosos grabados y pinturas rupestres, la aparición de dos exvotos prerromanos en forma de cabra dedicados a la diosa Ataecina, los restos de una Villa Romana, tumbas antropomorfas…
El aprovisionamiento de agua y el refugio de las rocas hacen posible la presencia de una rica variedad de fauna (garza real, nutría común, lagarto ocelado, tenca - especie gastronómicamente muy apreciada en toda la zona-, gallipato, zorro…) y flora (codeso, retama blanca, encina, acebuche, narcisos...). También se pueden observar rapaces como el Águila Culebrera o el Milano Negro, procedentes de la vecina Sierra de San Pedro o de las zonas ZEPAS de los Llanos de Cáceres, que se acercan para abastecerse en los humedales, junto con especies esteparias, como el Aguilucho Cenizo o la Liebre, que se adentran desde las zonas aledañas.
Pero el animal más característico y emblemático de Los Barruecos es la Cigüeña. Sobre los bolos graníticos se asienta una gran colonia de Cigüeña Blanca, considerada la mayor de Europa sobre rocas, por la que Malpartida de Cáceres fue nombrado en 1997 Pueblo Europeo de la Cigüeña por el Fondo Patrimonio Natural Europeo (EURONATUR). Entre la fauna del lugar destaca la cigüeña blanca (Ciconia ciconia) cuya población, no sólo en el monumento natural sino en el resto del término municipal, constituye una de las mayores de Europa.

## Historia

### Prehistoria y antigüedad
En Malpartida se da toda una secuencia histórica de forma ininterrumpida desde los tiempos más remotos en los que se produjo el asentamiento de los primeros pobladores humanos hasta la actualidad. Prueba de ellos son los yacimientos testigos de diferentes etapas prehistóricas junto con testimonios pertenecientes a la época prerromana, romana, musulmana y bajo medieval.
Del Paleolítico se conservan asentamientos de entre 250 000 y 150 000 años de antigüedad en los lugares de Vendimia y Regato del Lugar, los cuales han sido investigados por Eudald Carbonell. Del Neolítico hay asentamientos en el Canchal Carrasco y El Corchado. De 3000 años antes de Cristo son los restos del Calcolítico en el poblado de Peñas del Tesoro, con pinturas y grabados esquemáticos en granito.
Los prerromanos dejaron una necrópolis de incineración y exvotos de bronce con forma de cabra dedicados a la diosa Adaegina. De la época romana queda en Los Barruecos una de las villas romanas que había alrededor de Norba Caesarina.

### Aldea de la Tierra de Cáceres
Su origen como aldea es posible que se remonte al siglo XIII tras la reconquista cristiana de Cáceres. En el siglo XVI se produce una expansión del núcleo, comenzando a definirse el trazado urbano que ha llegado hasta nuestros días, con calles amplias y rectas con forma triangular, integrado por blancas casas.
En 1594 formaba parte de la Tierra de Cáceres en la Provincia de Trujillo.

### Municipio
No es hasta 1833 cuando Malpartida alcanza la categoría de municipio independiente de la jurisdicción de Cáceres.
Cuando se construyó el ferrocarril en el siglo XIX, la estación para Arroyo de la Luz y Malpartida de Cáceres se construyó en un punto intermedio entre ambas localidades perteneciente al municipio de Cáceres. En torno a esta estación apareció el poblado de Estación Arroyo-Malpartida, que llegó a contar con más de 1000 habitantes y actualmente, tras el cierre de la estación, está casi despoblado.

## Demografía
Malpartida de Cáceres cuenta con una población de 4030 habitantes (INE 2024).
| Gráfica de evolución demográfica de Malpartida de Cáceres entre 1842 y 2021                                         |
| |
| Población de derecho según los censos de población del INE Población de hecho según los censos de población del INE |

## Administración y política
En la siguiente tabla se muestran los votos en las elecciones municipales de Malpartida de Cáceres, con el número de concejales entre paréntesis, desde las primeras elecciones municipales democráticas:
| Año  | Año | Populares | Socialistas (PSOE) | Otra izquierda | Centro | Regionalistas | Otros |
| ---- | --- | --- | --- | --- | --- | --- | --- |
| 1979 |     | No hubo elecciones. Solamente presentó candidatura una agrupación de electores, que obtuvo los once concejales tras ser ratificada por 1669 votantes. | No hubo elecciones. Solamente presentó candidatura una agrupación de electores, que obtuvo los once concejales tras ser ratificada por 1669 votantes. | No hubo elecciones. Solamente presentó candidatura una agrupación de electores, que obtuvo los once concejales tras ser ratificada por 1669 votantes. | No hubo elecciones. Solamente presentó candidatura una agrupación de electores, que obtuvo los once concejales tras ser ratificada por 1669 votantes. | No hubo elecciones. Solamente presentó candidatura una agrupación de electores, que obtuvo los once concejales tras ser ratificada por 1669 votantes. | No hubo elecciones. Solamente presentó candidatura una agrupación de electores, que obtuvo los once concejales tras ser ratificada por 1669 votantes. |
| 1983 |     | AP-PDP-UL: 391 (2) | PSOE: 1353 (7) | No se presentaron | No se presentaron | No se presentaron | AE: 464 (2) |
| 1987 |     | AP: 318 (1) | PSOE: 1415 (8) | No se presentaron | No se presentaron | EU: 480 (2) | No hubo más candidaturas |
| 1991 |     | PP: 358 (2) | PSOE: 1470 (8) | No se presentaron | CDS: 197 (1) | No se presentaron | No hubo más candidaturas |
| 1995 |     | PP: 793 (3) | PSOE: 1422 (7) | IU-LV: 287 (1) | No se presentaron | No se presentaron | No hubo más candidaturas |
| 1999 |     | PP: 1231 (5) | PSOE: 1284 (5) | IU-CE: 247 (1) | No se presentaron | No se presentaron | No hubo más candidaturas |
| 2003 |     | PP: 1382 (5) | PSOE: 1412 (6) | IU-SIEX: 89 (0) | No se presentaron | No se presentaron | No hubo más candidaturas |
| 2007 |     | PP-EU: 1579 (6) | PSOE: 1052 (4) | SIEX: 322 (1) | No se presentaron | EU en coalición con el PP | No hubo más candidaturas |
| 2011 |     | PP-EU: 1540 (6) | PSOE: 964 (4) | SIEX: 338 (1) | No se presentaron | EU en coalición con el PP | No hubo más candidaturas |
| 2015 |     | PP: 1362 (6) | PSOE: 1287 (5) | No se presentaron | No se presentaron | No se presentaron | No hubo más candidaturas |

| Periodo   | Nombre                                                                        | Partido |
| --------- | ----------------------------------------------------------------------------- | ------- |
| 1979-1983 | Juan José Lancho                                                              | AE      |
| 1983-1987 | Antonio Jiménez                                                               | PSOE    |
| 1987-1991 | Antonio Jiménez                                                               | PSOE    |
| 1991-1995 | Antonio Jiménez                                                               | PSOE    |
| 1995-1999 | Antonio Jiménez                                                               | PSOE    |
| 1999-2003 | Antonio Jiménez                                                               | PSOE    |
| 2003-2007 | Antonio Jiménez                                                               | PSOE    |
| 2007-2011 | Víctor del Moral                                                              | PP-EU   |
| 2011-2015 | Víctor del Moral (hasta julio de 2011) Alfredo Aguilera (desde julio de 2011) | PP-EU   |
| 2015-2019 | Alfredo Aguilera                                                              |         |
| 2019-2023 | Alfredo Aguilera                                                              |         |
| 2023-act. | Alfredo Aguilera                                                              | PPM     |

## Servicios

### Educación
El pueblo cuenta con un colegio público, el CEIP Los Arcos, para educación infantil y primaria. En educación secundaria, el municipio cuenta con su propio IESO, el IESO Los Barruecos. El IESO cuenta con 11 aulas para clases y pista polideportiva propia, entre otras instalaciones, en un espacio de 10 000 m² de superficie total.

### Sanidad
En sanidad pública, Malpartida de Cáceres cuenta con un consultorio de atención primaria. Entre los establecimientos privados hay en 2010 dos centros de consultas médicas, un centro de fisioterapia, una clínica dental y un centro óptico con secciones de ortopedia y audioprótesis.

### Transporte

#### Carreteras
La principal carretera de Malpartida es la carretera nacional N-521, que une Trujillo y Cáceres al este con Aliseda, Valencia de Alcántara y Portugal al oeste. Entre Cáceres y Trujillo tiene una autovía paralela, la ]]A-58]], que estaba previsto que se extendiera hasta Portugal pasando por Malpartida, si bien el proyecto cambió: dicha autovía va a llegar a Badajoz. La otra carretera del municipio es la EX-207, que sale de la carretera nacional por el oeste del pueblo hacia el norte y lleva a la Estación Arroyo-Malpartida, Arroyo de la Luz, Brozas y Alcántara hasta Portugal.

#### Transporte público
En el municipio operan tres empresas de autobuses interurbano: Mena, Mirat y López. Estas empresas permiten una conexión permanente con Cáceres y con otros municipios de la zona. En 2011 se iniciaron negociaciones entre los alcaldes de Malpartida y Cáceres para integrar a Malpartida en la red de autobús urbano de Cáceres.
En cuanto al ferrocarril, Malpartida comparte estación de media distancia con el vecino municipio de Arroyo de la Luz, la estación de Arroyo-Malpartida. Esta estación se halla en la pedanía de Estación Arroyo-Malpartida en el término municipal de Cáceres y forma parte de la línea que une la capital provincial con Valencia de Alcántara. Dicha línea no cuenta con circulaciones desde el comienzo de la pandemia por COVID-19.

## Cultura

### Patrimonio
Uno de los atractivos de Malpartida radica en su arquitectura popular, con las características alpoyatas y las grandes chimeneas, motivo este último que ha originado la inclusión del municipio en la Ruta de las Chimeneas.
Las construcciones más importantes surgieron a finales del siglo XV y a lo largo de los siglos XVI-XVII.

#### Arquitectura religiosa

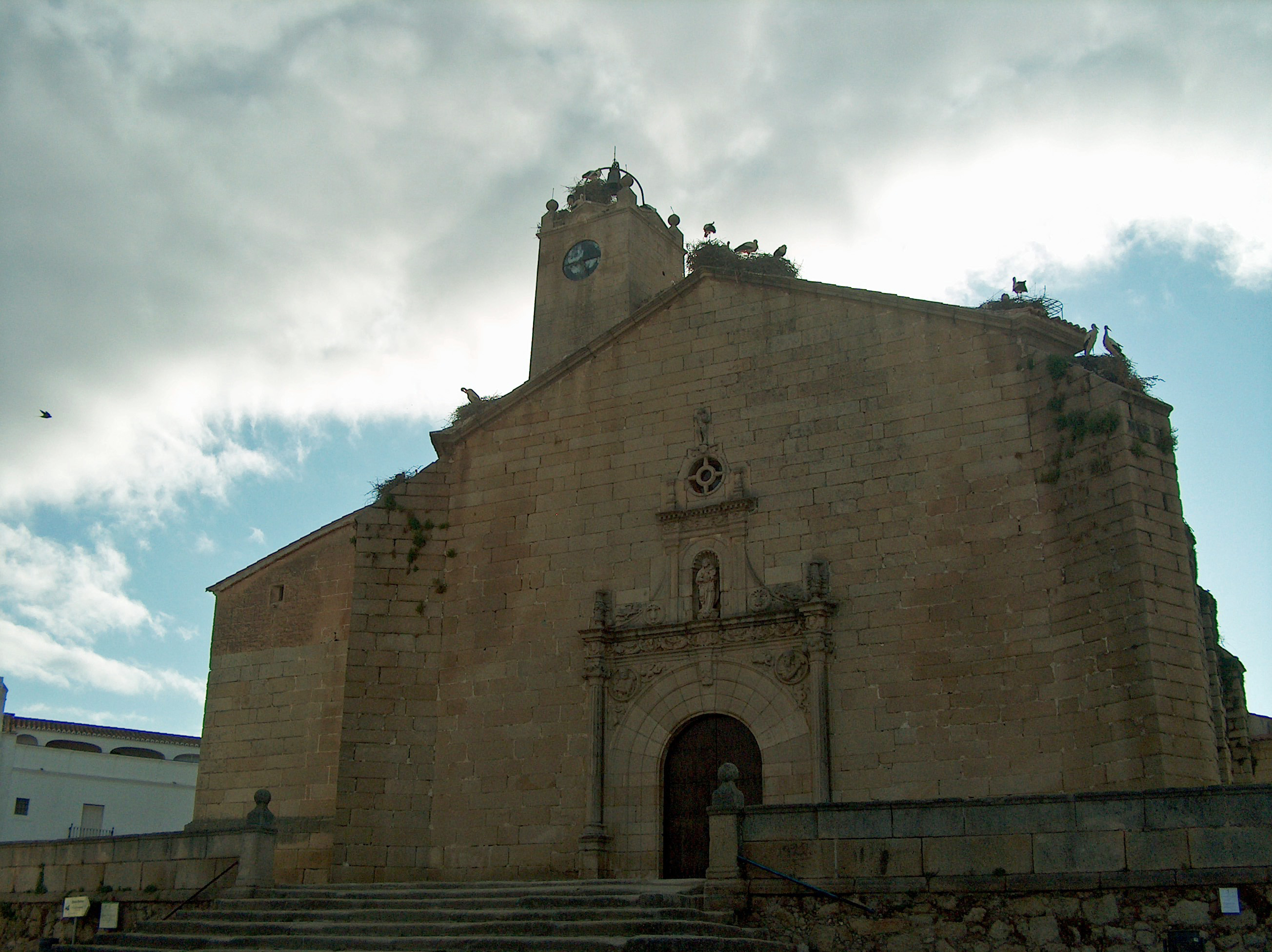
Nuestra Señora de la Asunción

- Iglesia de Ntra. Sra. de la Asunción. Se edificó durante el siglo XVI y es obra de los maestros canteros Luis y Hernando Moreno y de Sebastián de Aguirre. Realizada en cantería, se compone de una sola nave dividida en cuatro tramos cubiertos por bóveda de crucería. Pese al sentido unitario de toda la obra, coinciden en ella varios estilos: su interior y algunas partes del exterior son góticas, la portada es renacentista y el retablo, del siglo XVIII, es de estilo rococó y se atribuye su autoría a Vicente Barbadillo. Dentro de la iglesia destaca la talla del Nazareno, obra realizada en el siglo XVIII, por el imaginero José Salvador Carmona.

Ermitas
- San Antonio. Quizás la primera parroquia que tuvo la localidad, compuesta por una sencilla nave inicial construida en la segunda mitad del siglo XV y una cabecera de estilo gótico cubierta por una magnífica bóveda de terceletes del siglo XVI.

- Santos Mártires. Realizada en una fecha similar a la anterior. Es una edificación mucho más modesta y sencilla, compuesta de una sola nave articulada en dos tramos separados por arcos apuntados de cantería.

- Santa Ana. Construida en el siglo XVI, destaca tanto en planta como en alzado, la capilla mayor de proporciones cúbicas.

- La Soledad. De finales del siglo XVII o principios del XVIII, está recortada sobre domos graníticos que le sirven de apoyo.

- San Isidro. Se edificó siguiendo el camino de Los Barruecos en 1945 y acoge la imagen del patrón del pueblo. El espacio y la luz son las notas predominantes de esta ermita que se eleva en la cima de una pradera donde todos los años tiene lugar la romería.

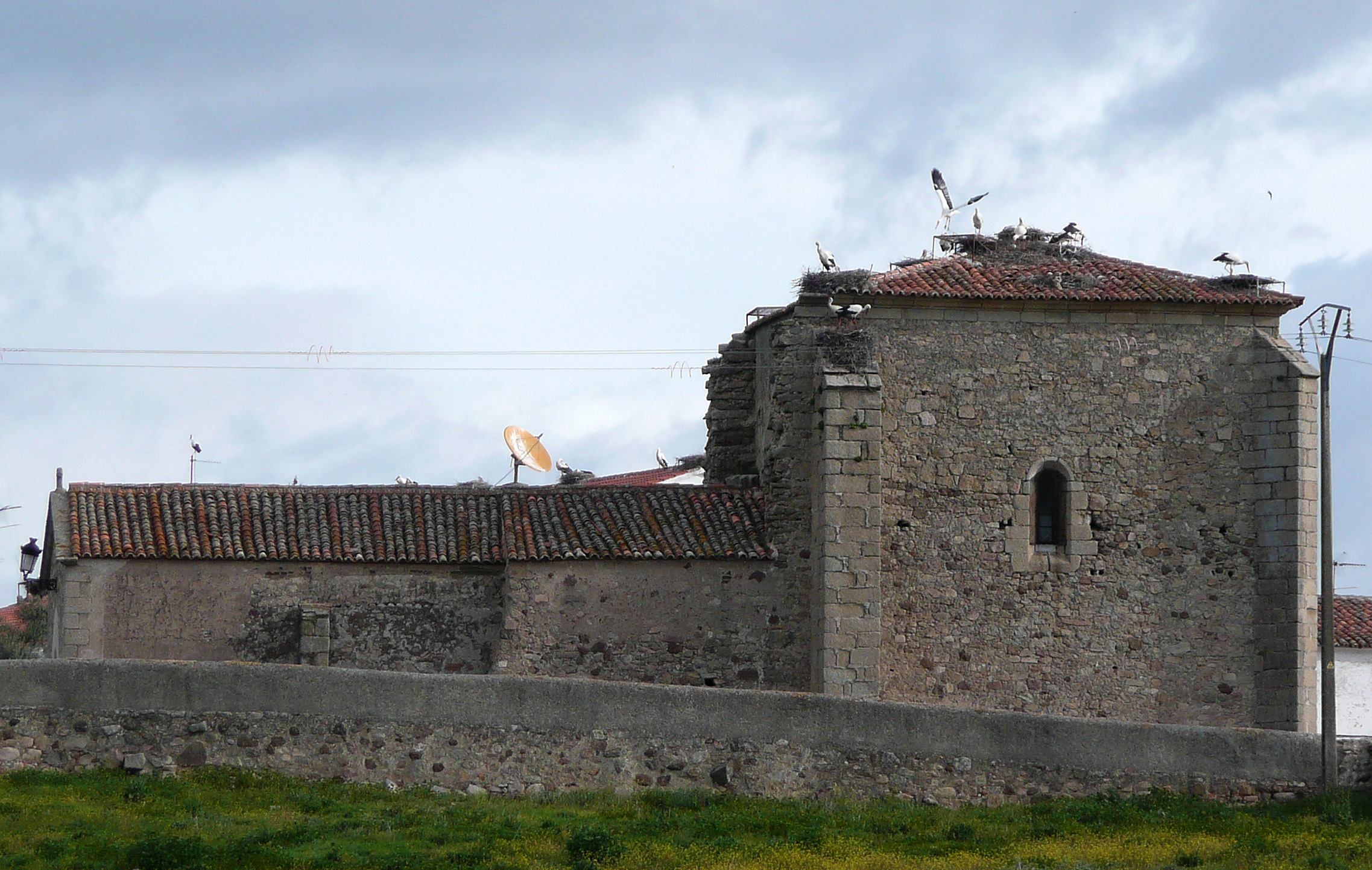
San Antonio
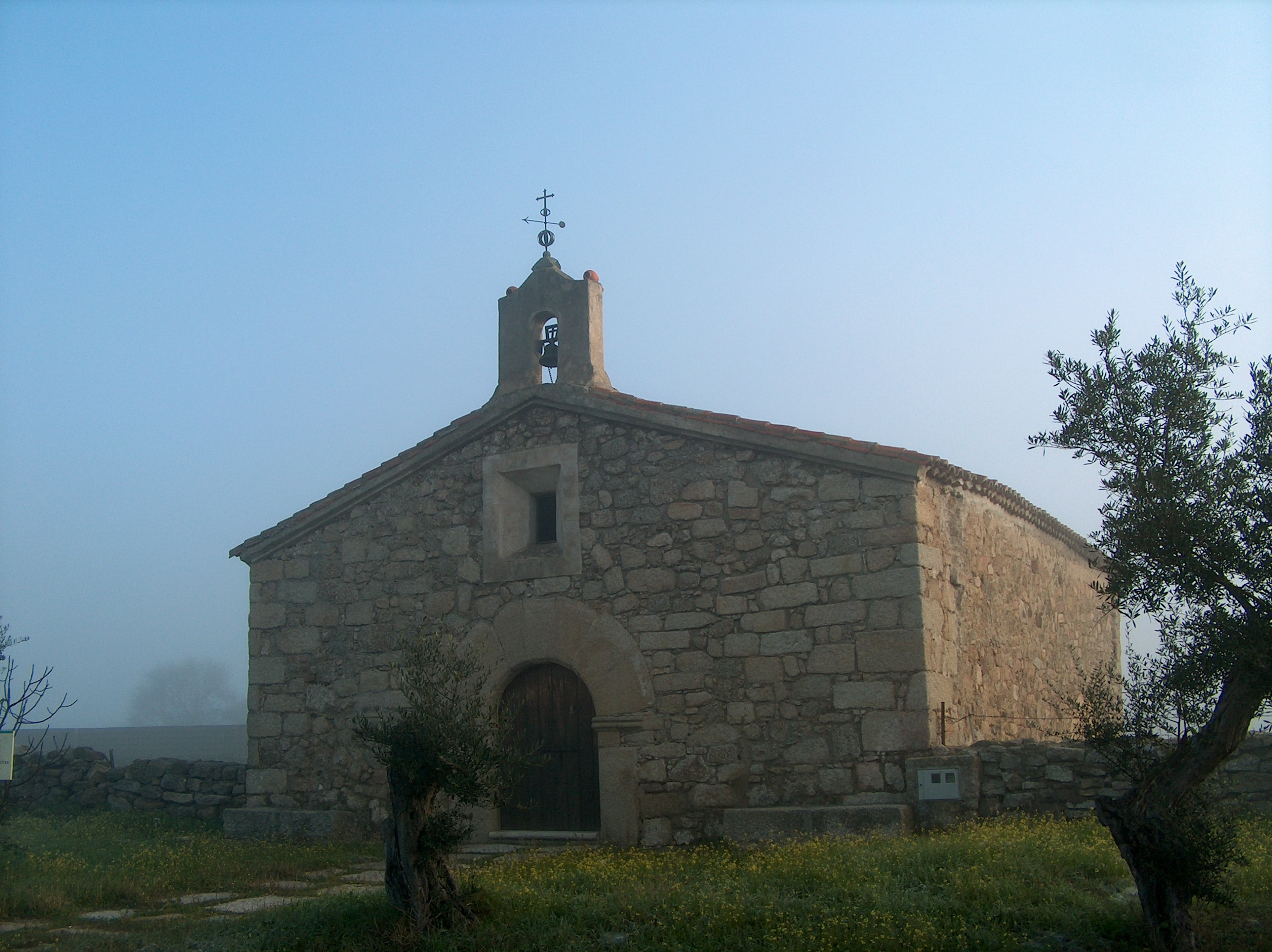
Santos Mártires
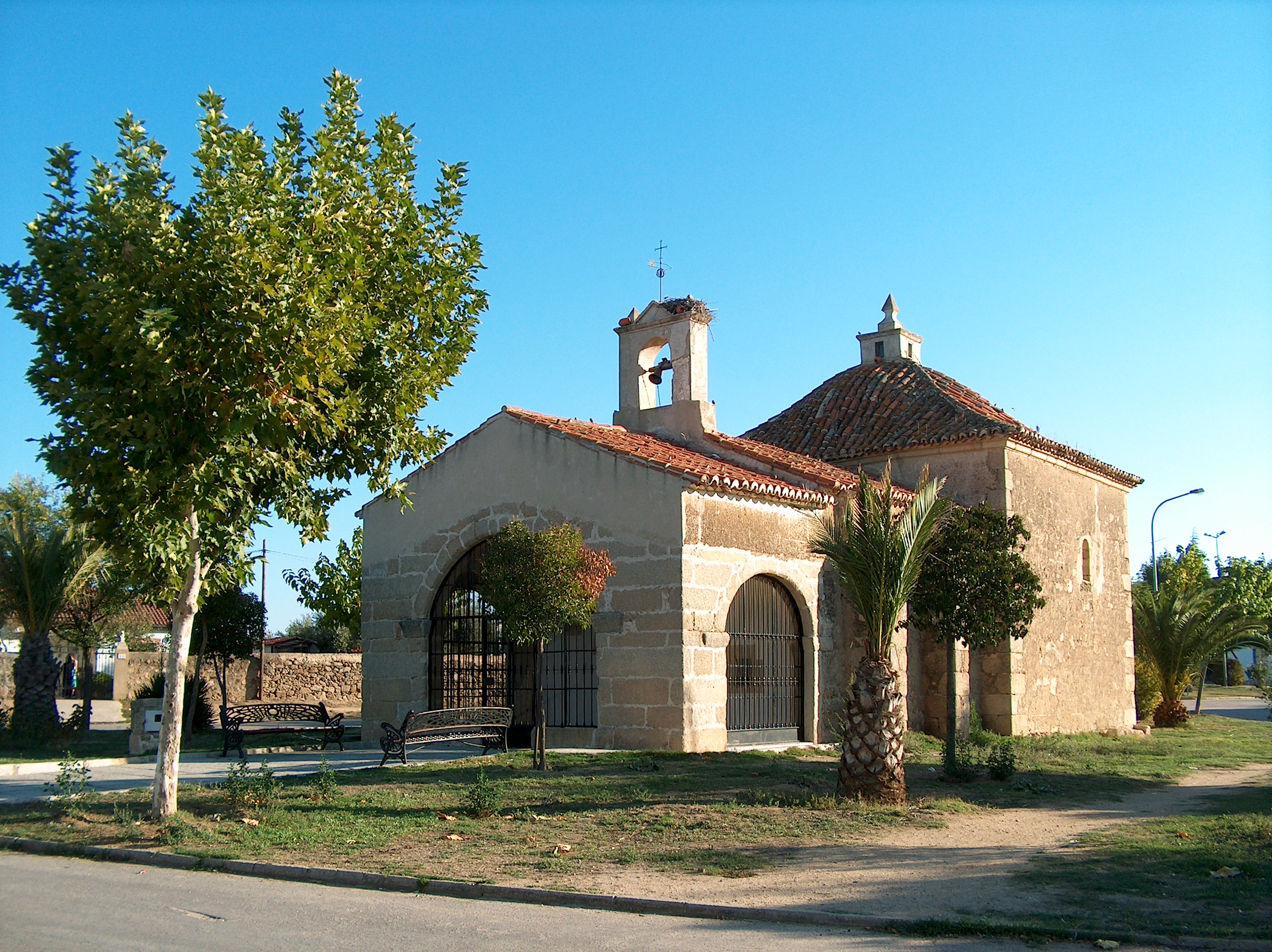
Santa Ana
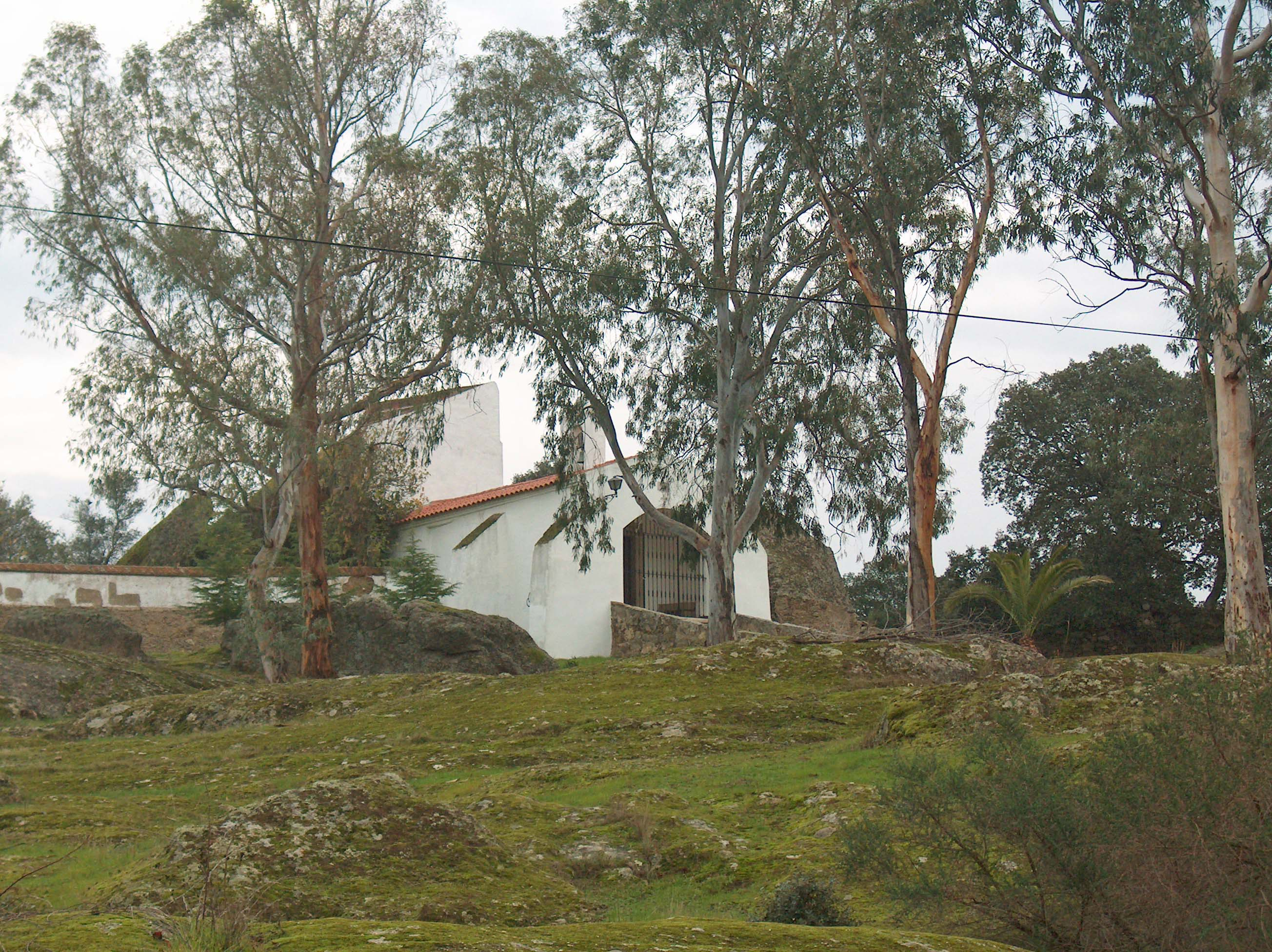
La Soledad
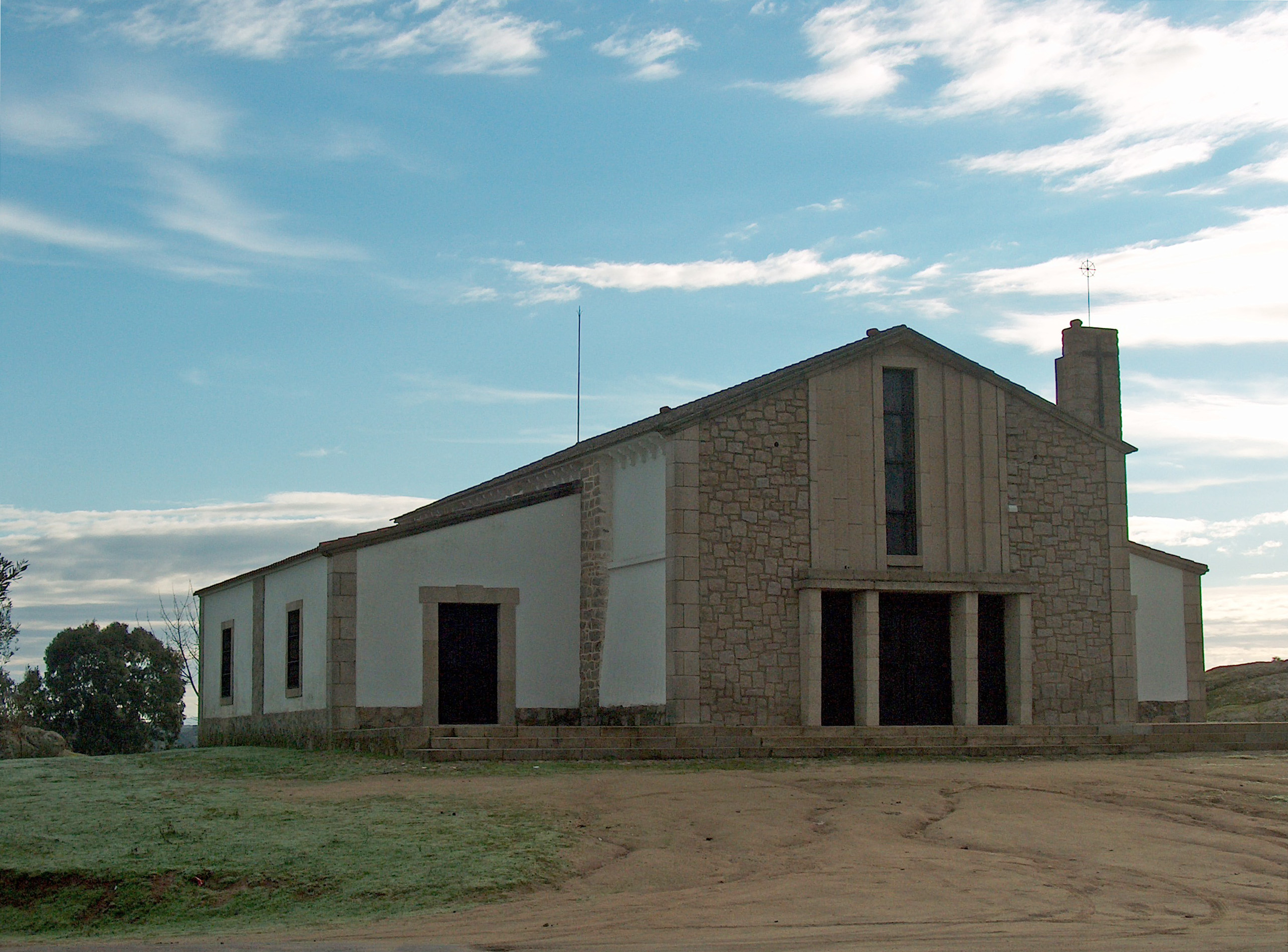
San Isidro

#### Arquitectura civil

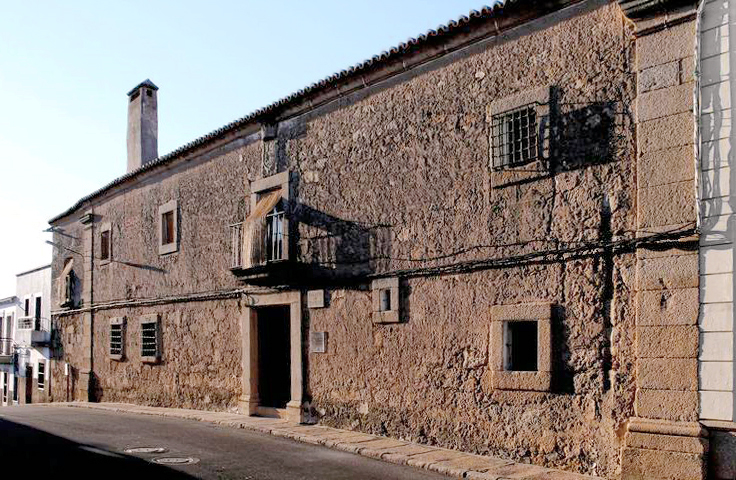
Palacio de Topete

- Casa de Francisco Hidalgo o del Escudo. Construcción bajo medieval de fines del XV o principios del XVI, único ejemplo de gótico civil en Malpartida. Probablemente sea una de las construcciones más antiguas del pueblo.
- Arcos de Santa Ana. Restos probablemente de un patio renacentista, pertenecen a una construcción civil del siglo XVI propiedad de los linajes de Riveros y Espaderos.
- Casa fuerte de los Ovando o Castillo Caído. Construido en el siglo XVI, hoy sólo se conserva un cubo donde se aprecian troneras y saeteras que delatan el carácter defensivo del inmueble y una portada de cantería que conduciría a un patio de armas.
- Casa fuerte de los Pereiros. Probablemente se trate de una construcción de fines del siglo XV o principios del siglo XVI. Entre sus ruinas aún presenta restos de muralla. En el siglo XVIII se asiste a un incremento de las construcciones civiles, prueba de ello son las casas nobles que emplean la piedra, no sólo como material, sino también como distinción mediante escudos que representan el poder económico y prestigio social de las familias que se sucedieron entre sus muros. Los malpartideños utilizaron los términos de palacio o casona para designarlos debido a sus grandes proporciones que sobresalen de la tónica popular. Pasó a ser propiedad de una distinguida familia de grandes propietarios de la zona, los Mogollón.
- Palacio de Topete. Su nombre hace referencia a uno de sus primeros propietarios, el noble D. Pedro Topete del Barco pero se le conoce también como Casa de la Chimenea, por la que sobresale ampliamente del tejado. Continúa la tradición de palacio medieval con dos plantas.
- Palacio de la calle Paras. Como el palacio de Topete, está construido en mampostería y reforzado con granito en vanos y esquinas.
- Palacio de Mayoralgo. De factura más trada ser icional, esta casa poseía el derecho a mantener frente a ella un espacio libre en la calle, que aún se conserva, para permitir el giro de los carruajes.
- Casona de la Inquisición: Su nombre alude al escudo de la Inquisición que aparece en el centro de la fachada. Resalta la tradicional chimenea, las rejas y el carácter más urbano.

#### Arquitectura industrial
- Lavadero de Lanas. De entre todos los edificios históricos de Malpartida cabe destacar el Lavadero de Lanas, que se construyó en el siglo XVIII, junto con la charca del Barrueco de Abajo. Fue declarado Bien de Interés Cultural, Sitio-Histórico por la Junta de Extremadura en 1988, dada la importancia del conjunto arquitectónico que presenta. El desarrollo de las actividades del lavado de lanas tuvo una gran importancia para Malpartida durante el siglo XIX, ya que llegaron a trabajar en este Lavadero más de 100 operarios que esquilaban los rebaños trashumantes, lavaban sus lanas y las almacenaban esperando su salida, principalmente hacia las industrias textiles de Portugal y el Norte de Europa. En las épocas de mayor esplendor llegaron a almacenarse más de 80.000 arrobas de lanas anuales. A principios del siglo XX, el comercio de la lana decayó y el edificio pasó a contener simplemente usos agropecuarios. Hoy acoge el museo de arte contemporáneo, el Museo Vostell Malpartida.

### Entidades culturales
Museos
- El Museo Vostell Malpartida

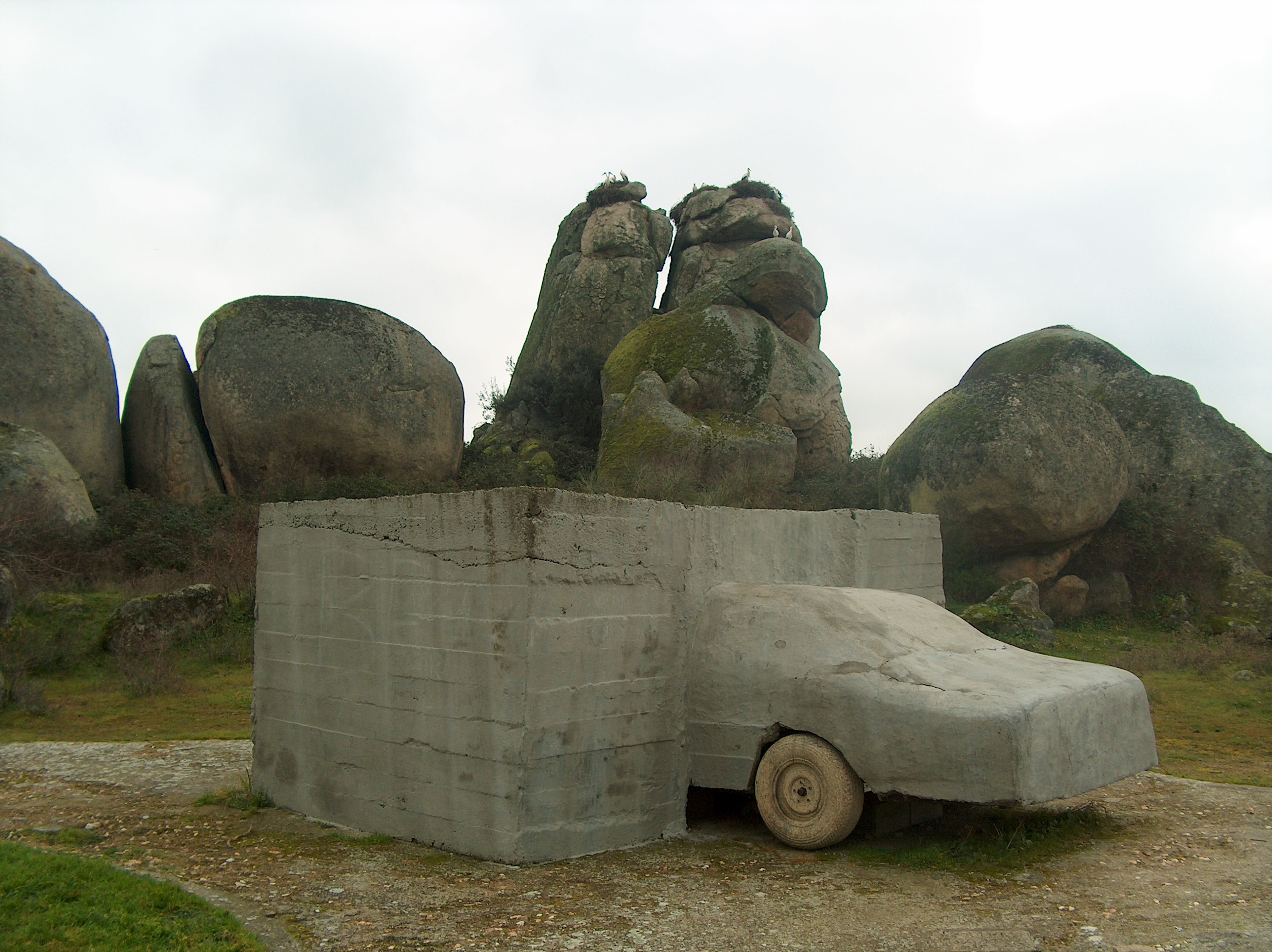
VOAEX, (Viaje de (H)ormigón por la Alta Extremadura), 1976, escultura de Wolf Vostell en Los Barruecos, Museo Vostell Malpartida

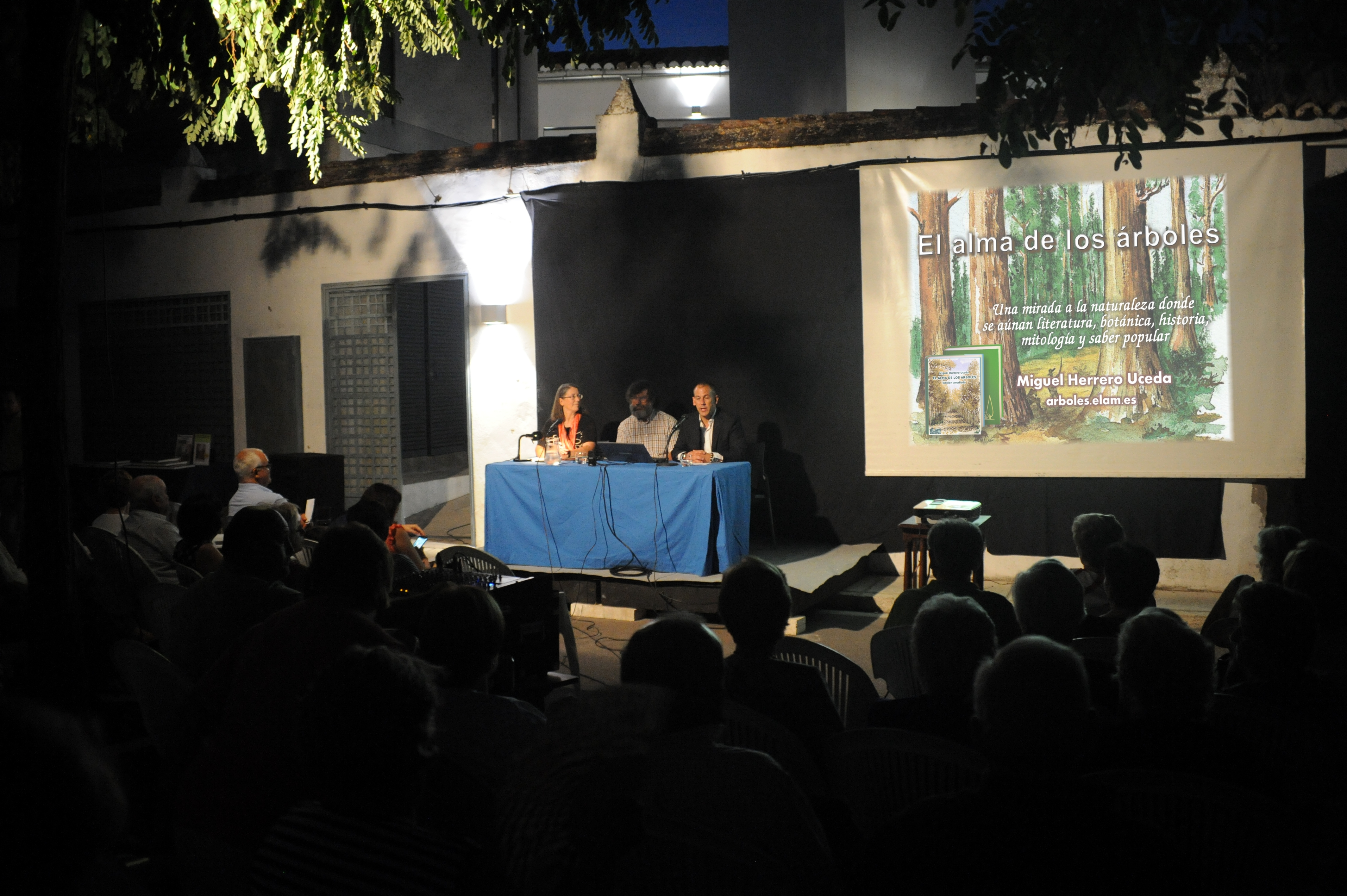
Centro de Vías Pecuarias

- El Museo Narbón. Está dentro del casco urbano y expone en sus dependencias una colección de obras del pintor Juan José Narbón. Dedicado monográficamente al artista Juan José Narbón Terrón (San Lorenzo de El Escorial 1927), el Museo Narbón es un proyecto cultural de la Caja de Extremadura que ha adquirido gran parte de la obra del reconocido autor, de fuerte arraigo en Extremadura. Ubicado en una antigua casa de labranza, se compone de doce salas, que resumen, en una estructura cronológica, su evolución artística. La planta baja muestras las obras de su primeras etapas: el aprendizaje en el academicismo y el posterior descubrimiento de las vanguardias europeas de los años sesenta: el informalismo, el arte pobre, la abstracción, en cuyos modelos se inspira. A partir de los setenta, Narbón descubre y conforma su propio lenguaje, en los repertorios materiales, en sus significaciones y valores sociales. Aparece la figura humana que construye a través de trazos negros y gruesos. Comienza a producirse la simbiosis entre el ser y los elementos próximos a él. En la segunda planta se exponen las obras más actuales, concebida a partir de los años 80, en ellas predomina el esquematismo y la profusión de símbolos, donde la figura sólo se intuye, llegando a la abstracción total de la idea. La preocupación constante por dignificar lo humilde y cotidiano ha sido una constante en su obra, esta idea y el seguimiento que el pintor ha realizado de la rehabilitación de la casa, justifica el hecho de que queden testigos del proceso, la llana, la carretilla, las paredes de piedra...
- Centro de Vías Pecuarias. Información, documentación y exposición de la trashumancia. En las fiestas de verano se realizan exposiciones temporales y actos culturales.

Centros de interpretación
Existen dos centros de interpretación para conocer todos los valores de Los Barruecos:
- El Centro de Interpretación Los Barruecos muestra, a través de maquetas, vitrinas y paneles interactivos, cómo se han formado los grandes bolos que hoy configuran el paisaje que conocemos y además, la fauna y la flora que conforman su ecosistema. Dispone de una cámara que filma en tiempo real y permite observar, desde el Centro y en directo, los nidos de las cigüeñas. Como complemento, se han creado dos Observatorios de Aves, uno situado en la Charca Molinillo, y el otro en la Charca del Barrueco de Abajo.
- El Centro de Interpretación del Agua El Molinillo está ubicado en un antiguo molino harinero, junto a la charca que le da nombre. En él se exhibe la maquinaria utilizada para moler el trigo junto con una amplia explicación sobre la importancia, los usos y necesidades del agua.

### Eventos culturales
- Semana de la Cigüeña. Primavera. La Semana de la Cigüeña se celebra en Malpartida desde 1990 como fórmula de concienciación medioambiental. Diversas actividades tienen a la cigüeña blanca como protagonista: charlas-coloquios, conferencias, juegos y talleres infantiles, concursos de pintura, fabricación e instalación de nidos artificiales, etc. Destaca el Certamen Fotográfico de la Cigüeña, conocido internacionalmente, que cada año convoca a fotógrafos de todo el mundo y goza en la actualidad de un reconocido prestigio, y la entrega de la Cigüeña de Plata, premio que recibe la persona o institución que destaque por la defensa y protección de la naturaleza y las cigüeñas.

### Festividades
- Carnavales, febrero-marzo, máscaras y disfraces llenan de colorido el pueblo en esta celebración destaca el Martes de Carnaval con la singular Pedida de la Patatera. Consiste en un recorrido por las calles, amenizado por charangas, para pedir patatera, pan y vino por las casas de la población. Entre cantos y trajes populares, la fiesta termina en la plaza para degustar las viandas, alargándose durante toda la tarde hasta la noche, al día siguiente se despiden los carnavales con el entierro de la sardina.
- Semana Santa. Marzo-abril. Son de gran espectacularidad los desfiles procesionales organizados por las diferentes cofradías, destacando la procesión del Jueves Santo, con la talla de Jesús Nazareno del siglo XVIII, de gran valor artístico, la de la Madrugada del Viernes y la del Encuentro el Domingo de Resurrección, acompañada por el ruido ensordecedor de las escopetas de los cazadores de la localidad. En todos los actos está presente la Hermandad de Alabarderos y Guardadores del Señor, de gran arraigo y singularidad, que representan en los Oficios del Viernes Santo la Ceremonia de la Desenclavación de Cristo en la que, siguiendo un rito antiguo, se desprende de la cruz una imagen de Cristo articulada y se la deposita en el sarcófago.
- Cruces de Mayo. El día 3 de mayo se celebra esta tradicional fiesta, con el engalanamiento y exposición en calles y zaguanes de pequeños altares con cruces adornadas con flores, bordados y objetos antiguos.
- San Isidro. 15 de mayo. Las fiestas patronales en honor a San Isidro Labrador son las más relevantes de la localidad. El pueblo celebra una popular Romería campera en las inmediaciones de la ermita de San Isidro
- Fiesta de agosto. 15 de agosto. Referente en el calendario festivo malpartideño. Durante una semana se realizan numerosas actividades como exposiciones, teatro, folclore, competiciones deportivas, concurso de pesca, además de gymkhanas, vaquillas, verbenas...

### Gastronomía
La cocina malpartideña no difiere demasiado de la cocina típica regional pero podemos destacar entre los platos más tradicionales la Chanfaina, las Berzas, las Tencas fritas o la caldereta de cordero. En cuanto a la repostería cabe mencionar las Roscas de Aire, las Roscas Fritas y las Roscas del Calvario.

### Medios de comunicación
Prensa escrita
El municipio cuenta con su propio periódico local, Hoy Malpartida de Cáceres, formado a partir de una corresponsalía del diario regional Hoy Diario de Extremadura.
Radio
En Malpartida hay una emisora de Los 40 Classic, que emite en el 103.1 FM.
Televisión
El municipio recibe la señal de la TDT de los repetidores de televisión de Montánchez. Pertenece a la demarcación de televisión local de la capital provincial, si bien no emite ningún canal de televisión a través de su frecuencia asignada.

### Deporte
El municipio cuenta con un equipo de fútbol que en la temporada 2015-2016 juega en Primera Regional, el CP Malpartida. Juega en el campo de fútbol Vicente del Bosque situado en la ciudad deportiva Emiliano Pedrazo, inaugurada por Don Vicente del Bosque González, I marqués de Del Bosque el 30 de diciembre de 2010.
Malpartida de Cáceres cuenta con uno de los cinco mejores circuitos de motocrós nacionales, el emblemático Circuito Las Arenas, creado en 1974. Este trazado es tan privilegiado tanto por su terreno como por su diseño y sus instalaciones, gestionadas por el Motoclub Las Arenas, encargado de elevar en la última década este circuito al máximo nivel. Hoy en día es el único circuito extremeño y uno de los elegidos por la RFME para celebrar pruebas del MX-Élite.
En cuanto al senderismo, hay tres rutas pedestres destacables en Los Barruecos:
- Ruta de las Peñas del Tesoro. Un recorrido de treinta minutos muy recomendado para niños o adultos que no quieran realizar una larga caminata, en el que se pueden contemplar los imponentes bolos graníticos donde anidan cigüeñas y dos esculturas de Wolf Vostell, VOAEX y El Muerto que tiene Sed.
- Ruta del Barrueco de Arriba. Durante una hora se circunda la charca del Barrueco de Arriba, con interesantes paradas en la presa y el molino harinero o el Bohío.
- Ruta de las Tres Charcas. Es la ruta más completa incluyendo en su recorrido a las dos anteriores. Tiene una duración aproximada de tres horas y media.